# اتفاقية بانكور
اتفاقية بانكور هي اتفاقية تم توقيعها في 20 يناير 1874 بين حاكم مستعمرات المضيق السير أندرو كلارك من الجانب البريطاني وراجا مودا عبد الله الذي يتولى السلطة في جنوب فيرق مع الشخصيات البارزة التي تدعمه. سمح هذا الاتفاق للبريطانيين بالتدخل في شؤون ولاية فيرق، وهو خطأ ارتكبه الملك عبد الله ومهد الطريق للتدخل البريطاني الرسمي في شؤون دولة الملايو. تم التوقيع على هذه الاتفاقية على متن السفينة HMS Pluto الراسية في مضيق ديندينج، الذي يقع في المياه بين لوموت وجزيرة بانكور.
بموافقة السلطان عبد الله أيضًا، تجرأ الحاكم السير أندرو كلارك على التصرف وخفض رتبة السلطان إسماعيل الذي كان في السلطة في شمال فيرق ويقيم في تانجونج بيلانجا، باريت، من رتبة سلطان لكنه سمح للسلطان إسماعيل باستخدام لقب «سلطان مودا» مع منحه معاش تقاعدي قدره 1000 رينجت كل شهر. لم يعد يُعرف تشي نجاه إبراهيم على أنه حاكم لاروت.

## الأسباب

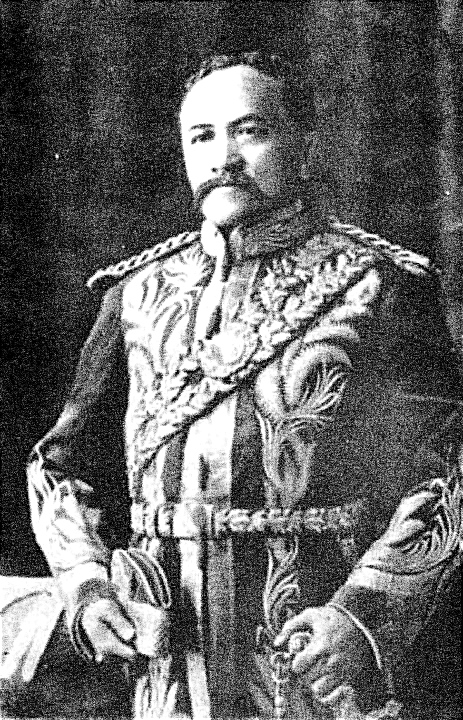
رجا مودا عبد الله بن سلطان جعفر، سلطان فيرق السادس والعشرون 1874-1876

كان فيرق المنتِج الرئيسي للقصدير لصالح المملكة المتحدة في القرن التاسع عشر. في حين أن البريطانيين، الذين حصلوا بالفعل في ذلك الوقت على بينانق وملقا وسنغافورة، اعتبروا فيرق دولة مهمة للغاية. لكن الظروف غير المستقرة مثل حروب لاروت والقتال بين الجمعيات السرية الصينية عطلت تجارة القصدير في ذلك الوقت.
تنبع هذه الاتفاقية من وفاة السلطان علي في عام 1871. كان ينبغي تعيين الملك عبد الله، بصفته راجا مودا، كسلطان جديد ولكن لأنه لم يحضر مراسم الجنازة، تم تعيين أمين صندوق الملك راجا إسماعيل. تم تعيين راجا بندهارا إسماعيل وتنصيبه لأنه وفقًا لحفل تتويج ملوك الملايو، هو السلطان الشرعي لأنه يمتلك أدوات الجلالة الملكية. إنه قوي ولديه العديد من المتابعين في شمال فيرق.
دفعت مشاعر عدم الرضا الملك عبد الله إلى طلب المساعدة البريطانية. في الوقت نفسه، كان هناك تنافس بين جمعيتين سريتين صينيتين، Ghee Hin بقيادة Chin Ah Yam و Hai San بقيادة Chung Keng Quee للاستيلاء على منجم القصدير.
وطلب الملك عبد الله من البريطانيين المساعدة لحل المشكلتين. بحسب لوسي بيرد (1831-1904) في كتابها "The Golden Chersonese and The Way Thither" (الذي نشره GP Putnam and Sons عام 1892)، طلب الملك عبد الله المساعدة من صديقه في سنغافورة، تان كيم شينغ. كتب تان كيم مع تاجر إنجليزي في سنغافورة رسالة إلى الحاكم السير أندرو كلارك وقعها عبد الله. وأعرب عبد الله في الرسالة عن رغبته في وضع فيرق تحت الحماية البريطانية. في 26 سبتمبر 1872، أرسل Chung Keng Quee عريضة موقعة من قبله و 44 من القادة الصينيين الآخرين، يطالبون بالتدخل البريطاني بعد مهاجمتهم من قبل 12000 من رجال Chung San. رأى البريطانيون في ذلك فرصة ذهبية لتوسيع نفوذهم في جنوب شرق آسيا والسيطرة على تجارة القصدير. نتيجة لذلك، تم التوقيع على معاهدة بانكور في عام 1874.

## الشروط
نتج عن اجتماع رجا مودا عبد الله والسير أندرو كلارك وعدة شخصيات كبار من فيرق دون حضور السلطان إسماعيل وراجا يوسف في جزيرة بانكور في 20 يناير 1874 اتفاقية بانكور وشروطها على النحو التالي:
| « | راجا مودا عبد الله عين سلطان فيرق، وسُمح لإسماعيل السلطان السابق بالاحتفاظ بلقب سلطان مودا؛ يجب أن يوفر سلطان فيرق مكان المقيم، ويجب اتباع نصيحة المقيم البريطاني إلا في الأمور المتعلقة بدين وعادات الملايو؛ يتم وضع بند الحفاظ على وتحصيل جميع الضرائب وإيرادات الدولة، وبالمثل يتم وضع قواعد الحكومة العامة بمشورة المقيم البريطاني. | » |

المتطلبات الكاملة هي:
1. رجا مودا عبد الله معترف به باعتباره سلطان فيرق.
2. راجا إسماعيل، الذي يتولى الآن منصب السلطان، سُمح له بالاحتفاظ بلقب سلطان مودا بمعاش تقاعدي ومساحة صغيرة سلمت إليه.
3. يجب تأكيد جميع التعيينات التي تمت في الوقت الذي حصل فيه الملك إسماعيل على الشرف الملكي.
4. ينبغي تأكيد السلطة التي منحها المرحوم سلطان لوزير أورانغ كايا على لاروت.
5. يجب تحصيل جميع إيرادات الدولة ويجب إجراء جميع المواعيد باسم السلطان.
6. قبل السلطان وقدم مكان إقامة مناسب لضابط بريطاني يسمى المقيم. سيتم تعيين هذا الضابط في قصر السلطان، ويجب التماس مشورته والعمل بموجبها في جميع الأمور بخلاف تلك التي تمس الدين الإسلامي وعادات الملايو.
7. مساعد المقيم، أي موظف بريطاني يعمل تحت إشراف المقيم في فيرق، يتمتع بسلطات مماثلة ويخضع فقط للمقيم المذكور، يجب أن يتمركز في قصر حاكم لاروت.
8. يتم تحديد التمويل لهؤلاء السكان وموظفيهم من قبل حكومة مستوطنات المضائق وتكون المسؤولية الأولى من عائدات ولاية فيرق.
9. يكون الحكم الملكي الذي ينظم الدخل الذي يتقاضاه السلطان وأمين الخزانة والوزير والمسؤولون الآخرون هو المسؤولية التالية للإيرادات.
10. يتم تنظيم جمع ومراقبة جميع الإيرادات والإدارة العامة للدولة بموجب مشورة هؤلاء السكان.
11. أسيء فهم المعاهدة التي تم بموجبها التنازل عن بولاو ديدينغ وجزر بانكور إلى بريطانيا العظمى، وبالتالي، من الضروري إعادة تعديلها بحيث يمكن إنفاذ الغرض الحقيقي لصائغي المعاهدة، ويُعلن بموجب هذا أن الحدود سيتم تصحيح الأراضي المتنازل عنها على النحو التالي: من بوكيت سيجاري، كما هو مذكور في صحيفة الرسم البياني رقم. 1 مضيق ملقا، الذي تم ضم نسخة منه، بعلامة A، يمتد مباشرة إلى البحر، ثم على طول خط البحر جنوبا، إلى جزيرة كاتا غربا، ومن جزيرة كاتا إلى الشمال الشرقي لحوالي خمسة أميال، ثم إلى الشمال، أي بوكيت سيجاري.
12. أن الامتداد الجنوبي لنهر كريان، وهو جزء من المنطقة التي تصب في النهر من الجنوب، أُعلن عنه كإقليم بريطاني، من أجل تصحيح حدود مقاطعة ويليسلي (سيبيرانج بيراي). يجب وضع علامة على الحدود بواسطة مفوض، واحد تسميه حكومة مستوطنات المضيق، وآخر يسميه سلطان فيرق.
13. أنه عندما تتوقف حالة الفوضى الحالية في ولاية فيرق وعاد السلام والنظام بين الفصائل المتحاربة في الولاية، ينبغي اتخاذ تدابير فورية تحت سيطرة وإشراف ضابط بريطاني أو أكثر لاستعادة ما يصل إلى أقصى حد. بقدر الإمكان، أعمال التعدين وامتلاك الآلات وما إلى ذلك، كما كانت قبل الاضطراب، ولترتيب دفع تعويض عن الأضرار، ويكون قرار الضابط أو الضباط في هذه المسألة نهائيًا.
14. وعد الوزير لاروت بالاعتراف بديونه لحكومة مستوطنات المضائق عن جميع الرسوم والنفقات التي تكبدها في هذا التحقيق، وكذلك عن الرسوم والنفقات التي تكبدتها مستعمرة مستوطنات المضائق وبريطانيا العظمى في جهودهما لإنشاء جيش. في ولاية فيرق والأمن التجاري.

## تأثير
لم يعترف الملك إسماعيل بالاتفاقية. ومع ذلك، اعترف البريطانيون بالملك عبد الله كسلطان وأصبح «جيمس ويلر وودفورد بيرش» أول مقيم بريطاني في فيرق. بعد هذه الاتفاقية، شارك البريطانيون بشكل مباشر في الشؤون الإدارية لدولة الملايو.
تسبب تدخل المقيم البريطاني في إثارة قلق الملايو، وخاصة رجال البلاط الذين شعروا بضياع قوتهم. نتيجة لذلك، بدأ الملايو في فيرق في التصرف. لقد تآمروا لقتل بيرش. تم القتل عام 1875 في باسير سالاك. نتج عن هذا الحادث سلسلة من الحروب بين فيرق الملايو والبريطانيين حتى عام 1876.
تم القبض على العديد من الأطراف الذين كانوا جميعهم من فيرق متورطين في مقتل بيرش. من بينهم داتو مهراجا ليلا، داتوك ساجور، سي بونتوم، بانداك إندوت، الأدميرال محمد أمين، نجاه إبراهيم وآخرين. وتم نفي السلطان عبد الله إلى جزيرة سيشل.
من خلال قمع المقاومة الملاوية بنجاح، تمكن البريطانيون من تعزيز موقعهم في فيرق وفتحوا لاحقًا المزيد من مناجم القصدير في فيرق ومزارع المطاط. عُرفت فيرق جنبًا إلى جنب مع نيكري سمبيلن وسلانغور وفهغ لاحقًا باسم ولايات الملايو الفيدرالية.

## المرجع
- مكتب جلالة السلطان فيرق دار الرضوان نسخة محفوظة 2012-05-07 على موقع واي باك مشين.
- توقيع اتفاقية بانكور نسخة محفوظة 2008-06-16 على موقع واي باك مشين. ، من موقع Today In History Online

## هامش
1. ↑  Perjanjian & Dokumen Lama Malaysia (1791-1965), Institut Terjemahan Negara, Kuala Lumpur, 2008. (Paparan ini merupakan terjemahan isi kandung Perjanjian Pangkor ke Bahasa Malaysia moden oleh Institut Terjemahan Negara dan bukannya transkripsi rumi daripada tulisan Jawi yang asal.)